# Coroninijeva graščina

## Nastanek graščine
Leta 1651 je plemič Peter Anton Coronini odkupil Tolminsko gospostvo skupaj z glavarstvom Tolmin, gradom Kozlov rob in okoliškimi vasmi ter posestvi.  Coroniniji so tako v drugi polovici 17. stoletja postali osrednja plemiška družina na tem območju in pričeli z gradnjo svoje rezidence v mestu Tolmin. Njihovi načrti so predvidevali baročni dvorec v obliki črke U, ki pa nikoli ni bil v celoti dokončan.
Načrtovani dvorec je sprva obsegal glavno grajsko stavbo z dvema vogalnima stolpoma ter nižjima stranskima traktoma, kjer so se nahajali gospodarski prostori in grajska kapela. Pred pročeljem je bil urejen park z vodnjakom, do dvorca pa je vodila drevoredna aleja.
Do leta 1669 so v večji meri zaključili gradnjo osrednjega dela, vključno s kapelo sv. Antona Padovanskega. V pritličju so prostori obokani – ta značilnost se je ohranila vse do danes. Kasneje so dvorec proti severu razširili z dvonadstropnim prizidkom, kjer je bila urejena nova vhodna veža. S tem se je glavni vhod premaknil z južne na vzhodno stran (današnji vhod v Tolminski muzej), kar je vplivalo tudi na orientacijo celotne stavbe.
V času svojega največjega razcveta je kompleks obsegal dvonadstropno osrednjo stavbo (danes Mestni trg 4, sedež Tolminskega muzeja), dva stolpa, pomožne stavbe in nekdanjo grajsko kapelo (danes Mestni trg 6, kjer deluje Zavod za turizem Dolina Soče).
Baročni park pred dvorcem je predstavljal pomemben primer tedanjega prostorskega oblikovanja. Obsegal je tudi območje za dvorcem, od katerega je danes ohranjen le en tulipanovec – tako imenovana "grajska tulpa" – ki velja za naravno dediščino. Nahaja se na območju današnjega športnega parka Brajda, ob glavni makadamski površini.
Tolminski dvorec je bil v času Coroninijev ne le rezidenca, temveč tudi središče njihovega družinskega življenja in simbol njihove moči v Posočju.